# Γδ T-lymfocyt

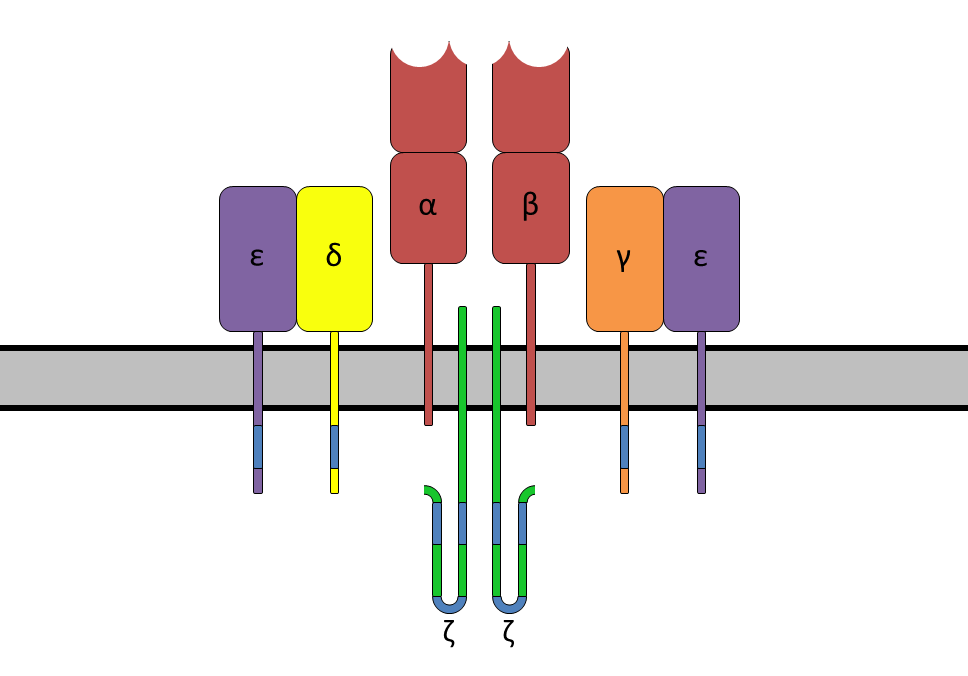
TCR komplex

γδ T buňky (gama delta T buňky) představují malou populaci T buněk s odlišným typem T-buněčného antigenně specifického receptoru (TCR). Většina T lymfocytů má TCR skládající se ze dvou glykoproteinů řetězců, tzv. α- a β-TCR řetězců. Naproti tomu TCR na povrchu γδ T buněk se skládá z jednoho γ- a jednoho δ-řetězce. γδ T buňky tvoří na rozdíl od αβ T buněk v periferní krvi menšinu (2-6 % CD3+ T lymfocytů), hojně se ale nacházejí ve střevní sliznici, kde u lidí tvoří populaci tzv. intraepiteliálních lymfocytů (IEL). Důležitou populací lidských γδ T buněk v periferní krvi jsou Vγ9Vδ2 buňky, tvořící zde 50-95 % γδ T lymfocytů.
U myší se v kůži nachází subpopulace γδ-T lymfocytů označovaná DETC (dendritic epidermal T cells). TCR těchto buněk je tvořen řetězci Vγ3 a Vδ1 (dle Garmanovi nomenklatury). DETC rozpoznávají zatím neznámé antigeny na poškozených keratinocytech, a jsou tak aktivovány. To vede k lokální sekreci chemokinů, cytotoxických efektorových molekul, růstových faktorů a cytokinů a k následné lokální regulaci zánětu, protinádorové imunity a hojení poškození.

## Antigeny rozeznávané γδ TCR
Mezi antigeny rozeznávané γδ TCR patří jak peptidové tak nepeptidové molekuly. Nepeptidovými molekulami rozeznávanými γδ TCR jsou tzv. fosfoantigeny, například prokaryotický HMB-PP ((E)-1-hydroxy-2-methyl-but-2-enyl 4-pyrofosfát) nebo eukaryotický IPP (isopentenyl pyrofosfát). Mezi peptidové antigeny rozeznávané γδ TCR patří tetanový toxoid, pocházející z bakterie Clostridium tetani, lehký řetězec Ig λ, stafylokokální enteroxin A a glykoprotein I z viru herpes simplex. γδ TCR dále rozeznává některé heat shock proteiny, glykoproteiny MHC I a II a proteiny příbuzné MHC molekulám jako například MICA/B, CD1c a CD1d, které jsou indukovány, je-li buňka ve stresu, a mohou tedy představovat signál nebezpečí. Ačkoli γδ TCR rozeznává MHC glykoproteiny, zdá se, že prezentace antigenu v kontextu MHC molekul není na rozdíl od prezentace αβ T buňkám potřebná, a že tedy γδ TCR rozpoznává solubilní antigeny.

## Role γδ T lymfocytů ve vrozené a adaptivní imunitě
γδ T buňky fungují na pomezí vrozené a adaptivní imunity.
- Na jedné straně mají γδ T buňky antigenně specifický receptor TCR, který vzniká přestavbami jeho genů, a vzniká tak repertoár odlišných klonů, i když v porovnání s αβ T buňkami méně rozsáhlý.[2] U γδ T byla také prokázána imunologická paměť, což je dalším znakem adaptivní imunity.[5]
- Mnoho γδ T buněk ale rozeznává pomocí svého TCR konzervované struktury podobně, jako je tomu u receptorů PRR (pattern recognition receptors), které jsou zásadní pro vrozenou imunitu. Velké množství lidských Vγ9Vδ2 T buněk například rozpoznává molekuly fosfoantigenů, konzervované mezi bakteriemi. γδ T navíc receptory PRR exprimují, například Toll-like a Nod-like receptory.[2] γδ T buňky mohou také pohlcovat antigen a sloužit jako profesionální antigen prezentující buňky (APC).[6]

γδ T lymfocyty mají tedy pravděpodobně dvě hlavní funkce. V první fázi imunitní reakce rychle rozpoznávají konzervované struktury a aktivují adaptivní imunitu. V druhé fázi pak rozpoznávají vlastní stresem indukované molekuly a přispívají k regulaci imunitní odpovědi založené αβ T lymfocytech. (Encyclopedia of Life Sciences, 2007)

## Myší geny pro γδ TCR (Mus musculus)
Tato tabulka shrnuje nomenklaturu myších variabilních Vγ segmentů a monoklonální protilátky, které se k identifikaci těchto řetězců často používají. Tento systém byl nejlépe popsán pro kmen C57BL/6, ale nemusí platit pro ostatní kmeny. Používají se dva systémy nomenklatury (Heilig, Garman), mnoho autorů ale neuvádí, který systém používá. Takovým příkladem je IMGT (Mezinárodní IMunoGeneTický informační systém), který používá Heiligovu nomenklaturu, ale neuvádí tuto skutečnost na svých internetových stránkách. (http://www.imgt.org/ Archivováno 17. 7. 2012 na Wayback Machine.) V této tabulce je kromě Garmanovi a Heiligovi nomenklatury uvedena také nomenklatura Haydayova, která používá oficiální označení genů v myším kmenu C57BL/6, která ale pro jiné kmeny platit nemusí.
| Heiligův a Tonegawův systém | Garmanův systém | Haydayův systém | protilátky                                        | komentář                                                            |
| --------------------------- | --------------- | --------------- | ------------------------------------------------- | ------------------------------------------------------------------- |
| Vγ5                         | Vγ3             | GV1S1           | 536; 17D1 specifická pro Vγ5(Heilig)+Vδ1 klonotyp | kůže, Jγ1Cγ1                                                        |
| Vγ6                         | Vγ4             | GV2S1           |                                                   | sliznice reprodukčního traktu, Jγ1Cγ1                               |
| Vγ4                         | Vγ2             | GV3S1           | UC310A6                                           | plíce, Jγ1Cγ1                                                       |
| Vγ7                         | Vγ5             | GV4S1           | F2.67 Pereira                                     | nejčastější druh mezi střevními IEL orthologní k lidským Vγ1 Jγ1Cγ1 |
| Vγ1                         | Vγ1.1           | GV5S1           | 2.11 Pereira 1995                                 | Periferní lymfoidní tkáně, Jγ4Cγ4                                   |
| Vγ2                         | Vγ1.2           | GV5S2           |                                                   | Jγ1Cγ1                                                              |
| Vγ3                         | Vγ1.3           | GV5S3           |                                                   | Jγ3-pseudoCγ3                                                       |

## Lidské geny pro γδ TCR
Současnou autoritou pro názvosloví lidských genů pro γδ TCR je IMGT (Mezinárodní IMunoGeneTický informační systém), který udává následující nomenklaturu. (http://www.imgt.org/ Archivováno 17. 7. 2012 na Wayback Machine.)
V tabulce je uvedena nomenklatura genů pro Vγ řetězce:
| IMGT podskupina | IMGT jméno genu |
| --------------- | --------------- |
| TRGV1           | TRGV1           |
| TRGV1           | TRGV2           |
| TRGV1           | TRGV3           |
| TRGV1           | TRGV3P          |
| TRGV1           | TRGV4           |
| TRGV1           | TRGV5           |
| TRGV1           | TRGV5P          |
| TRGV1           | TRGV6           |
| TRGV1           | TRGV7           |
| TRGV1           | TRGV8           |
| TRGV2           | TRGV9           |
| TRGV3           | TRGV10          |
| TRGV4           | TRGV11          |
| TRGVA           | TRGVA           |
| TRGVB           | TRGVB           |

## Lidské Vγ9Vδ2 T lymfocyty
Vγ9Vδ2 T buňky jsou většinovou subpopulací γδ T lymfocytů v periferní krvi a vyskytují se pouze u člověka a primátů. Mají široké spektrum funkcí, jako je produkce prozánětlivých cytokinů, cytotoxická aktivita, regulační funkce a zpracování a prezentace antigenu. Vγ9Vδ2 T lymfocyty rozpoznávají fosfoantigeny, a to eukaryotický IPP nebo prokaryotický HMB-PP. HMB-PP je meziproduktem non-mevalonátové dráhy biosyntézy isoprenoidů u většiny bakterií (např. Mycobacterium tuberculosis a Listeria monocytogenes) a prvoků a infekce těmito mikroby vyvolává expanzi Vγ9Vδ2 T buněk. Opakovaná infekce HMB-PP-produkujícími mikroby navíc vyvolává velmi rychlé pomnožení Vγ9Vδ2 T buněk.
Molekula IPP je v malém množství produkována všemi eukaryotickými buňkami a díky své strukturní podobnosti s HMB-PP může být IPP také rozpoznáván TCR receptorem Vγ9Vδ2 T buněk. Na rozdíl od HMB-PP, u kterého je pro aktivaci Vγ9Vδ2 T buněk dostačující piko- až nanomolární koncentrace, pro aktivaci antigenem IPP je potřeba koncentrace mikromolární, která se v organismu fyziologicky nevyskytuje. Zvýšená produkce IPP byla ale pozorována v hematopoetických nádorových buňkách, ty mohou být takto Vγ9Vδ2 T buňkami rozeznány a následně eliminovány. Tato znalost je využívána pro léčbu pacientů s osteoporózou nebo s kostními metastázemi. Jako léčiva se používají aminobisfosfonáty (např. Zometa), které inhibují enzym degradující IPP, což vede k akumulaci IPP v buňkách, k jejich následnému rozpoznání Vγ9Vδ2 T buňkami a lýze.
Vγ9Vδ2 T buňky mohou také fungovat jako profesionální APC. Aktivace Vγ9Vδ2 T buněk vede k rychlému získání vlastností podobných dendritickým buňkám, které jsou klasickými profesionálními APC. U Vγ9Vδ2 T buněk se po stimulaci fosfoantigeny zvyšuje množství markerů typických pro APC, jako jsou MHC glykoproteiny I. a II. třídy, prezentující antigen αβ T lymfocytům, kostimulační molekuly CD80 a CD86 a adhezivní molekuly CD11a, CD18 a CD54. Takto aktivované Vγ9Vδ2 T buňky prezentují antigeny αβ T buňkám, což vede k jejich proliferaci a vývoji z naivních T buněk na buňky efektorové. Tyto buňky jsou převážně pomocného typu a produkují prozánětlivé cytokiny (např. IFNγ a TNFα), jsou to tedy Th1 lymfocyty. Při nízkém poměru Vγ9Vδ2 T: CD4+ T byla ale také pozorována diferenciace na Th2 typ, produkující IL-4, nebo Th0 typ, produkjící IL-4 i IFNγ. Polarizace odpovědi bude pravděpodobně také záviset na cytokinovém prostředí, ve kterém se interakce odehrává. Vγ9Vδ2 T buňky jsou také schopné velmi účinně prezentovat antigeny procesem zvaným cross-prezentace, tedy prezentací antigenů extracelulárního původu na molekulách MHC I. Takto jsou aktivovány cytotoxické CD8+ T lymfocyty, které mohou účinně zabíjet infikované nebo nádorové buňky. Nyní je intenzivně studována možnost využití antigen prezentujících Vγ9Vδ2 T buněk v imunoterapii infekčních a nádorových onemocnění.